# Chariobas decoratus
Chariobas decoratus är en spindelart som beskrevs av Lawrence 1952. Chariobas decoratus ingår i släktet Chariobas och familjen Zodariidae. Inga underarter finns listade i Catalogue of Life.